# Vladimir Martus

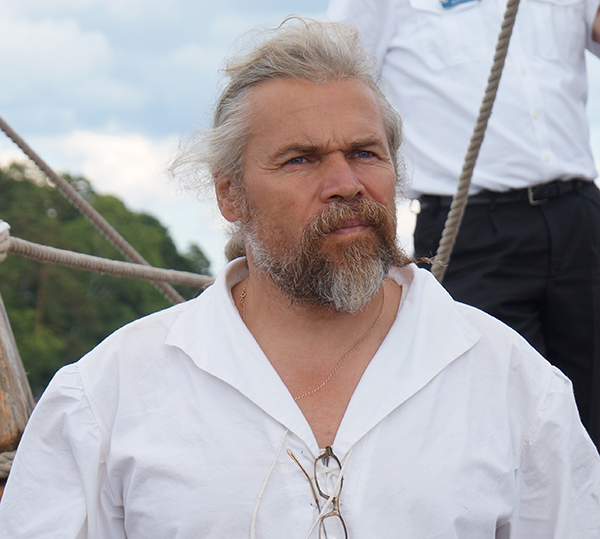
Photo de Vladimir Martus

Vladimir Martus, né en 1961, est un architecte naval, navigateur et capitaine d’origine russe, désormais résident permanent allemand. 
Diplômé de l’Université d’État de construction navale de Saint-Pétersbourg, il est principalement connu pour avoir dirigé la conception, la construction et le commandement du Shtandart, réplique moderne d’une frégate lancée par Pierre le Grand en 1703,.
Le navire qu’il commande a troqué son pavillon russe pour le pavillon des îles Cook le 6 juin 2024 mais reste sous l’interdiction d’entrée dans les ports de l’Union européenne prévue par l’article 3 sexies bis du Règlement (UE) n° 833/2014 du Conseil15. Depuis 2022, le Shtandart est au centre de controverses dans plusieurs ports européens en lien avec les sanctions imposées à la Russie à la suite de l’invasion de l’Ukraine.

## Biographie et formation
Né en 1961, Vladimir Martus est diplômé de l’Université d’État de construction navale de Saint‑Pétersbourg. Il a d’abord exercé comme constructeur naval, notamment grâce à la réalisation en 1991 du schooner St. Peter, dont la vente a permis de financer le lancement du projet Shtandart.

## Le Shtandart comme navire-école

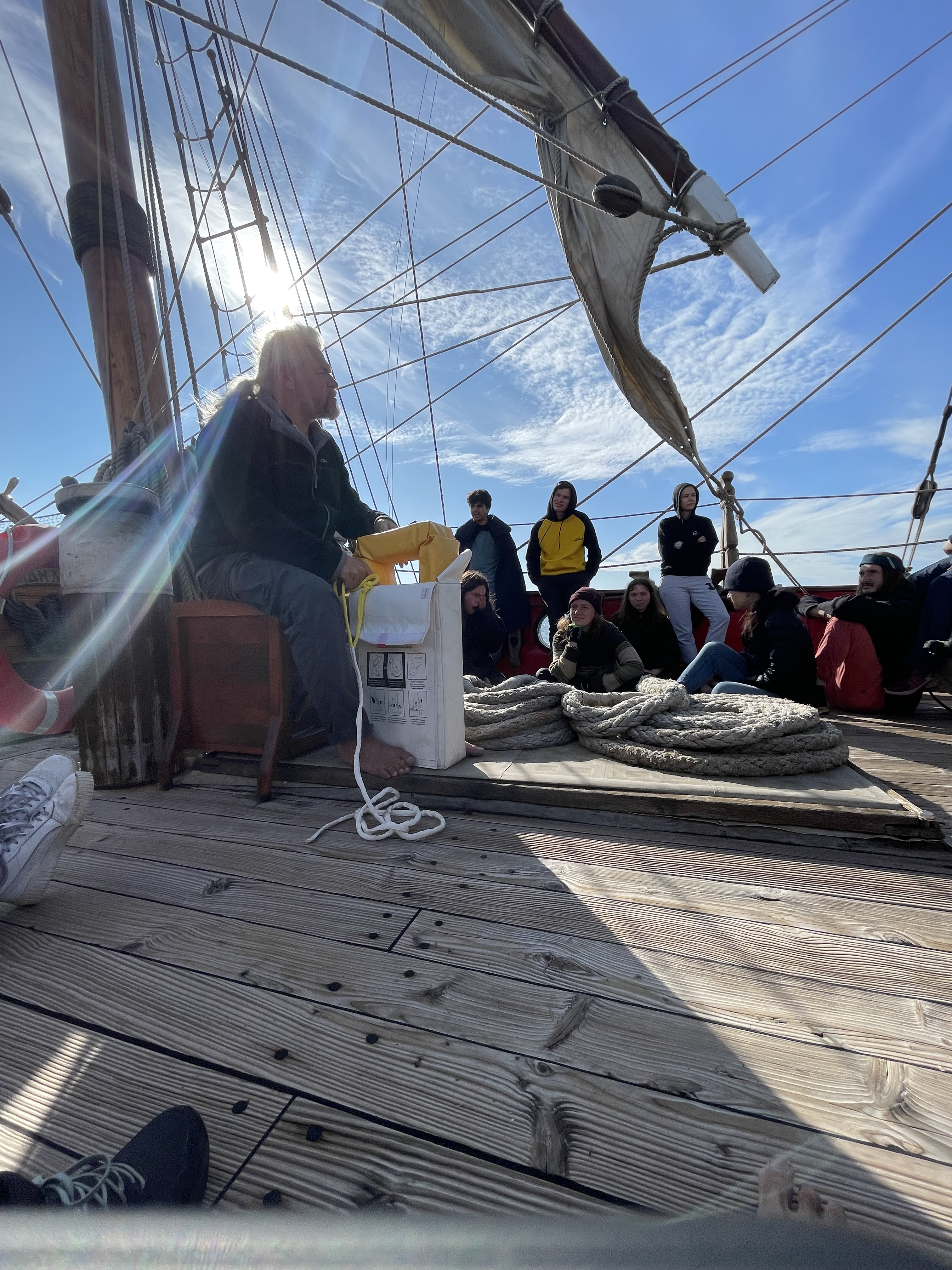
Le capitaine Vladimir Martus donne des consignes de sécurité à bord du Shtandart.

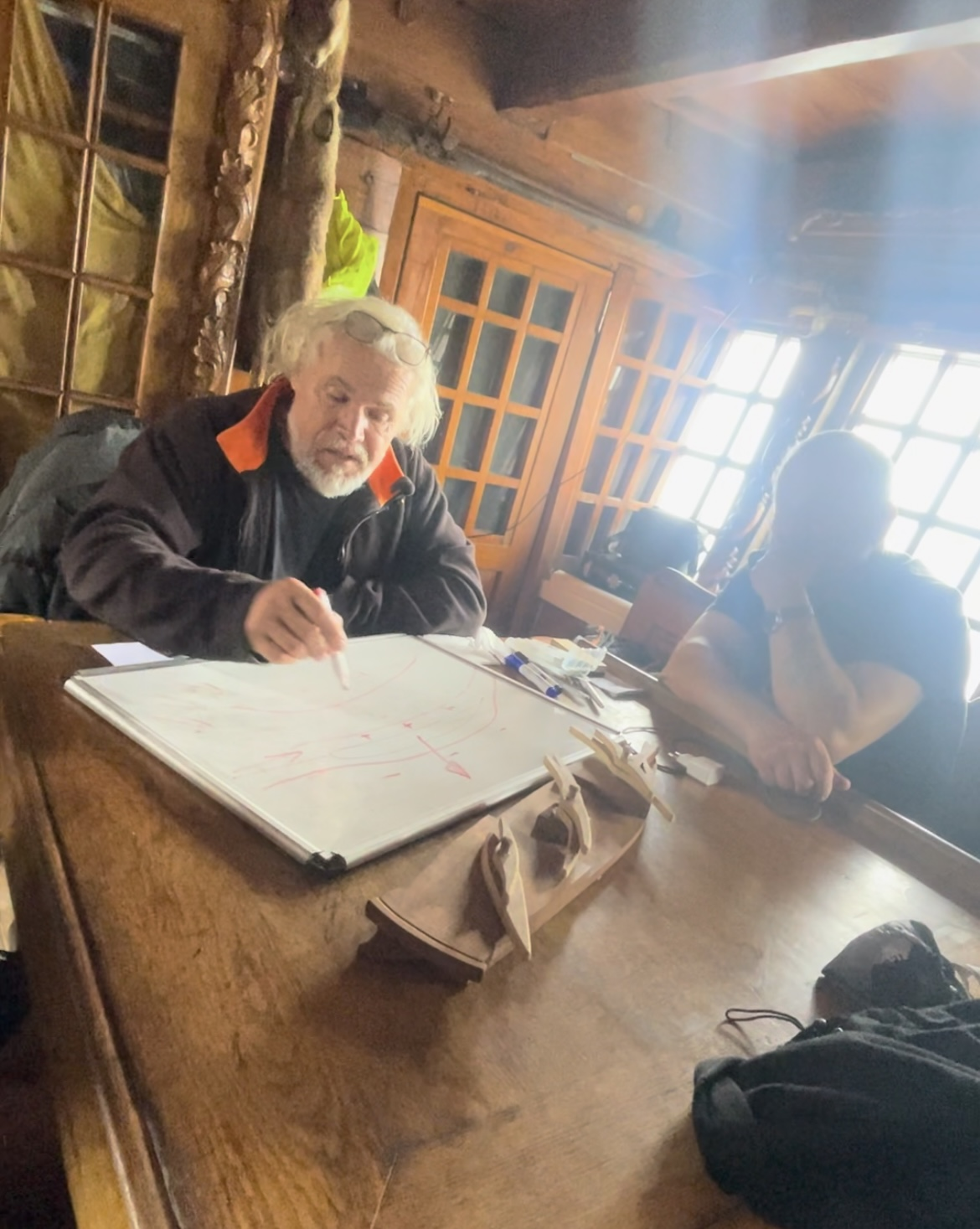
Le capitaine Vladimir Martus donnant un cours théorique à bord du Shtandart.

En 1994, Martus entreprend la construction d’une réplique fidèle d’une frégate russe du XVIIIᵉ siècle, laquelle est lancée le 4 septembre 1999 à Saint‑Pétersbourg.
Depuis le début des années 2000, le navire participe à de nombreux rassemblements internationaux de grands voiliers, comme le Scarlet Sails Festival à Saint‑Pétersbourg, et est utilisé comme navire-école[source secondaire nécessaire].

## Caractéristiques techniques
Le Shtandart est un trois-mâts carré de 34,5 mètres de longueur hors tout, doté d’une voilure de 14 voiles, et d’un équipage pouvant embarquer jusqu’à 30 stagiaires en plus de l’équipage professionnel.

## Activités et escales
Après son lancement, le Shtandart entame dès l’an 2000 une tournée vers les ports européens ayant accueilli la frégate originale lors de la Grande ambassade du tsar Pierre le Grand. Il participe régulièrement à de grands événements maritimes comme ceux de La Rochelle, Caen, Concarneau, ou encore Rochefort, où il a remplacé l’Hermione en 2016.

## Contexte géopolitique et restrictions récentes

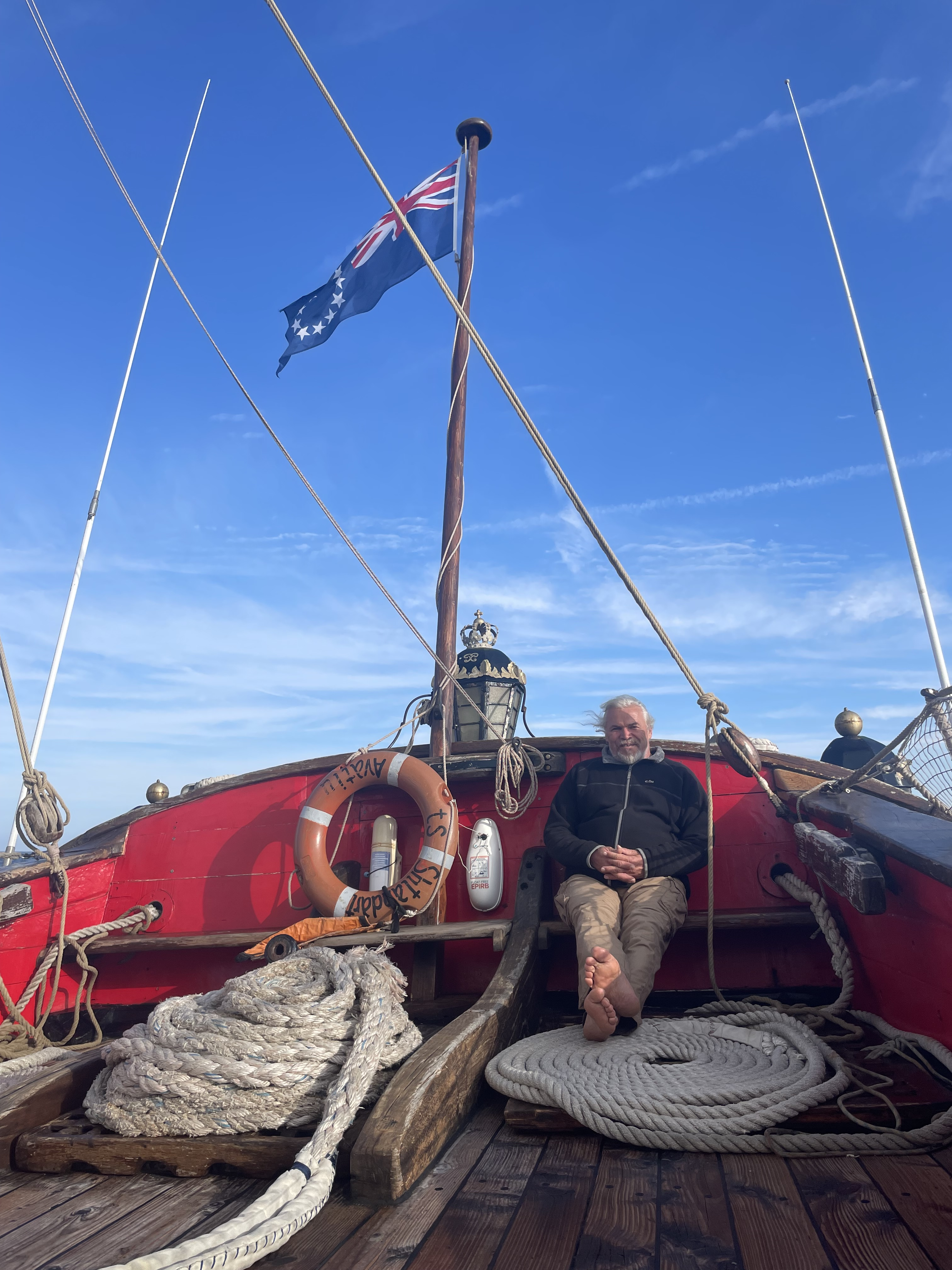
Vladimir Martus à l’arrière du Shtandart, sous pavillon des Îles Cook.

Depuis 2022, une nouvelle réglementation de l’Union européenne interdit l’entrée de navires tels que le Shtandart dans tous les ports de l’Union européenne. Le paragraphe 4 de l’article 3 sexies bis du Règlement UE n°833/2014 du Conseil prévoit cependant que ladite interdiction ne s’applique pas « dans le cas d’un navire ayant besoin d’assistance qui cherche un lieu de refuge, d’une escale d’urgence pour des raisons de sécurité maritime, ou d’un sauvetage de vies humaines en mer ».15
En juillet 2024, un arrêté préfectoral interdit l’accès du navire au port de Brest, une décision confirmée par le tribunal administratif de Rennes le 11 juillet 2024. Vladimir Martus conteste cette décision, affirmant son opposition au régime russe.
Cette interdiction a suscité de vifs débats : des associations pro-ukrainiennes, comme Iroise-Ukraine ou No Shtandart In Europe, ont dénoncé la présence du voilier, tandis que d'autres, comme Mor Glaz, ont soutenu le capitaine.
Le 18 novembre 2024, le Conseil d’État rejette le pourvoi de Martus, entérinant l’interdiction d’escale dans les ports du Finistère.
Le voilier poursuit ses navigations, bien que refusé dans plusieurs ports européens. Vladimir Martus a déclaré que son équipage subit des conditions difficiles et que le Shtandart reste un outil éducatif indépendant, « ni russe ni politique ».